# 1355

## Esdeveniments
- 5 d'abril, Carles IV del Sacre Imperi Romanogermànic és coronat emperador.
- 2 de desembre, Reunió dels Estats Generals de França a París per aprovar una subvenció per a la guerra contra els anglesos

Països Catalans
- Alfons IV de Ribagorça es casa amb Violant d'Arenós i Cornel
- Primera processó del Corpus a València.

## Naixements
- Anselm Turmeda, a Palma
- 16 d'agost, Felipa Plantagenet

## Necrològiques
- 7 de gener, Agnès de Castro
- Lluís I de Sicília, a Catània